# Union Jack (Joseph Chapman)
Union Jack (Joseph "Joey" Chapman) es un personaje ficticio que aparece en los cómics estadounidenses publicados por Marvel Comics. Es la tercera persona en asumir el papel de Union Jack. El apareció por primera vez en Capitán América #253 (enero de 1981).

## Historial de publicaciones

### Publicaciones de los años 80
Roger Stern y John Byrne presentaron a Chapman en Capitán América # 253 (enero de 1981); en la historia visita a su amigo Kenneth Crichton, nieto del Union Jack original Lord Falsworth, en la Mansión Falsworth y termina poniéndose el disfraz para ayudar al Capitán América en su batalla final contra el Barón Sangre.

### Publicaciones de la década de 1990
Fabian Nicieza y Kieron Dwyer lo presentaron en la historia The Establishment para Marvel Comics Presents #42 (febrero de 1990); En la historia, ambientada un año después de su aparición anterior, Chapman ve puesta a prueba su lealtad a un grupo de matones opuestos al gobierno de Thatcher cuando deciden aterrorizar a Falsworth Manor; un flashback también revela que la hija de la Union Jack original, Lady Jacqueline, inicialmente se había opuesto a que él adoptara permanentemente la identidad Union Jack.
Dan Abnett y Gary Erskine presentaron a Chapman en Knights of Pendragon #7-8 (enero-febrero de 1991); en la historia se le muestra buscando ayuda después de recibir el poder místico del Pendragón. Mientras que John Byrne lo presentó nuevamente en la celebración del cincuentenario en Namor the Sub-Mariner # 12 (marzo de 1991); la historia trata sobre el reencuentro de los invasores para una misión de rescatar a Namor.
Skip Dietz y Hoang Nguyen lo presentaron en una historia de Knights of Pendragon para Marvel Comics Presents #122 (febrero de 1993); la historia trata sobre una investigación sobre la causa de los círculos en las cosechas.
John Freeman lanzó una continuación de Knights of Pendragon llamada Armageddon Knights a finales de 1993, pero nunca recibió respuesta; la historia, que presentaba a Chapman, habría cerrado los cabos sueltos de la serie anterior.
Ben Raab y John Cassaday lo presentaron en la miniserie de tres números Union Jack (diciembre de 1998 a febrero de 1999); en la historia pierde a su amigo Kenneth a manos de la vampírica Baronesa Sangre.

### Publicaciones de la década de 2000
Chapman aparece como personaje secundario en X-Men: Hellfire Club #3 de Ben Raab y Charlie Adlard (marzo de 2000); en la historia rescata a un reportero de unos asesinos.
Chapman también aparece como personaje secundario en Avengers# 82-84 (julio-agosto de 2004) de Chuck Austen y Scott Kolins; La historia ve la reforma de los Invasores. Austen, junto con Allan Jacobsen y C.P. Smith, concluyeron esta historia en New Invaders #0 (agosto de 2004), que lanzó una nueva serie en curso con Chapman como personaje habitual. Durante esta carrera, Jacobson y Smith lo presentaron en varios volúmenes, incluido el # 1-3 (octubre-diciembre de 2004), que lo ve en conflicto con el agente estadounidense por dudas sobre su membresía y revela que tiene una relación sentimental con Lady Jacqueline. #4-5 (enero-febrero de 2005), en el que lo ve una vez más luchar contra la vampírica Baronesa Sangre y superar la animosidad inicial del amante de su predecesor, Roger Aubrey; y # 7-9 (abril-junio de 2005), que ve la disolución del equipo tras la muerte de la Antorcha Humana original.
Ed Brubaker y Steve Epting presentaron a Chapman y Lady Jacqueline en Capitán América (vol. 5) # 18-21 (julio-octubre de 2006); En la historia, el Capitán América recluta a los dos héroes, que ya no están saliendo, para luchar contra el viejo enemigo Red Skull en Londres.
Chapman protagoniza otra miniserie homónima a finales de 2006, derivada de su aparición en la serie de Ed Brubaker en Capitán América, escrita por Christos Gagecon lápices y tintas de Mike Perkinsy Andrew Hennesy,  respectivamente.
Luego, el personaje haría breves apariciones junto a Spitfire en Captain Britain & MI:13 #5 y 13, antes de convertirse en miembro de Invaders reformados en Invaders Now.
Union Jack es miembro del súper equipo británico La Unión creado por Paul Grist y Andrea Di Vito.

## Biografía ficticia

### Origen
Joey Chapman es un estudiante de arte e hijo de clase trabajadora de un constructor naval, nacido en Mánchester, Inglaterra. Chapman estaba visitando a su amigo Kenneth Crichton, nieto del Union Jack original, Lord James Montgomery Falsworth, cuando se enteró del Barón Sangre, que estaba llevando a cabo una campaña de venganza contra su antigua familia en ese momento, y se puso el disfraz para ayudar al Capitán América a luchar contra el vampiro.A Chapman se le permitió conservar el disfraz y continuar con la tradición a pesar de la resistencia inicial de la matriarca de la familia Falsworth, Jacqueline Crichton; un año después, le pagaría a la familia defendiendo la Mansión Falsworth contra un grupo de sus amigos antisistema.
El también ayudaría a Lady Jacqueline y Namorita a rescatar a Namor de los neonazis, derrotando al Hombre Supremo y a la Mujer Guerrera en el proceso.

### Caballeros de Pendragon
Más tarde, Chapman sería poseído por el espíritu de Pendragon y sanado de sus heridas. El apareció en el apartamento de Kate McClellan en Londres.Como Union Jack, adoptó un nuevo disfraz y, junto con Kate McClellan y el Capitán Britania, no logró evitar el secuestro del hijo de Kate, Cam, por parte de Bane.Junto al Capitán Britania y Kate, luchó contra los secuaces de Bane. El consultó con Kate, Ben Gallagher y Peter Hunter; con ellos, fue atacado por Bane en Kent. También se une a los otros Pendragons en la búsqueda del Santo Grial en Kitsford tumnus,y lucha contra su compañero Pendragon, Iron Man. Con Iron Man, el Capitán Britania y los Caballeros de Pendragon, lucha contra Bane y libera a Cam McClellan. Después de la batalla, se forman los Pendragons, estableciendo la base de Pendragon en Camelaird Farm.Chapman luego se encuentra con Mister Fantástico, Mujer Invisible y Pantera Negra; con ellos, Kate McClellan y Ben Gallagher, luchó contra la Perdición en África. Junto a Pantera Negra, él luchó contra los ninjas de Bane y viajó a Hong Kong, donde transforma a Dolph y luego es asesinado por Dolph.Chapman se despertaría más tarde en Avalon, resucitado con los otros Pendragons, donde los Pendragons lucharon y finalmente detuvieron a Bane.
Más tarde, mientras hacía una aparición pública en Stark's Questworld, Chapman no tuvo más remedio que luchar contra robots que funcionaban mal, donde recibió una nueva armaduraque luego evolucionaría a una nueva armadura mística más fuerte.La vida como Pendragon no se volvió más fácil cuando luchó contra Magpie,trató de evitar que el reactor Breeder de Cape Wrath se sobrecargaray viajó a Arakne, donde conoció y luchó con Spider-Man y los Warheads.
Cuando la malvada compañía Mys-Tech revivió a su enemigo Barón Sangre, Chapman se infiltró en la compañía y una vez más destruyó a su enemigo,iniciando sin darse cuenta las guerras Mys-Tech.
Poco después de la derrota de Mys-Tech, Chapman, junto con los Pendragons, luchó contra Death's Head/Minion, Magpie y los lemurianos de la Tierra-313.Tras la derrota de los villanos, los Pendragon se disolvierony Chapman volvería a su traje clásico.

### Post-Pendragons
Después de que los Pendragon se disolvieron, Chapman continúa protegiendo a Gran Britania. Sin embargo, no pudo evitar que la Baronesa Sangre usara el Santo Grial para volverse inmune a la luz solar,y perdió a su amigo Kenneth Falsworth (el verdadero heredero del manto Union Jack) por el vampirismo y la muerte.El también fue visto protegiendo a civiles de vientos antinaturales.
Chapman también protegió a la reportera y aliada de Cable, Irene Merryweather, de los mercenarios del Club Fuego Infernal.Chapman fue visto cuando toda la Tierra estaba amenazada, incluso durante la historia de Máxima Seguridad,y cuando estaba prisionero, junto con muchos de los héroes de la Tierra, por Graviton, hasta que todos fueron salvados por los Thunderbolts.
Joey comparte una relación con Romany Wisdom, la hermana del aliado de los X-Men, Pete Wisdom. Aunque la relación termina, Chapman permanece en contacto con Wisdom mientras ella le brinda investigaciones vitales sobre lo oculto.

### Nuevos Invasores
Con una versión militarista y actualizada de su antiguo traje, Chapman se une a los Nuevos Invasores,liderados por Jim Hammond. Chapman se involucra sentimentalmente con su compañera de equipo de Nuevos Invasores, Spitfire. Sin embargo, la relación no dura y se separan por la gran diferencia de edad. Siguen siendo buenos amigos y socios. Con los Invasores, luchan contra Axis Mundi por el Interceptor, una nave construida por Thin Man,luchan contra la Baronesa Sangre y sus secuaces después de que secuestran a Spitfirey luchan contra Meranno y sus atlantes rebeldes para evitar la inundación del mundo.Después de esta batalla y su ruptura con Spitfire, los Invaders tomarían caminos separados.

### Terrorismo en Londres
A petición de S.H.I.E.L.D., Chapman ayudaría a su buen amigo el Capitán América a buscar en el Metro de Londres a los agentes de Red Skull.Chapman, Rogers, Spitfire y Sharon Carter trabajaron juntos para evitar que los neonazis y Red Skull devastaran Londres.
Dejando atrás sus días de caza de vampiros, lidera un equipo improvisado de héroes, incluidos la condesa Valentina Allegra de Fontaine, Sabra y el tercer Caballero Árabe, para derrotar a un grupo de terroristas con superpoderes que intentan volar Londres.
Cuando el Capitán América recibió un disparo y aparentemente fue asesinado, Union Jack, notablemente molesta, pronunció un panegírico en su homenaje.

### MI:13
Chapman apareció en Captain Britain y MI: 13, como explica el escritor Paul Cornell, "Una de las mejores cosas de este título es que, debido a que todos los superhéroes británicos son de facto parte de MI-13 , podemos visitar partes dispares de Marvel". Escena del Reino Unido sin que sea gran cosa. Joe (no 'Joey', ¿quién se llama Joey? Vale, canguros en australiano, pero aparte de eso...) querrá hablar con [su exnovia Spitfire] pronto. Porque se separaron amistosamente, y eso todavía está bien para él. ¿Verdad?".Sin embargo, Chapman no dejó el MI5 para formar parte del equipo permanente, aunque se le ve trabajando junto a Spitfire (que está en el MI:13) para limpiar un nido de "Hijos de la Serpiente".

### Invaders Now
Union Jack es miembro del equipo de Invaders reunido por una fuerza misteriosa. Es el único miembro del equipo que no sirvió en la Segunda Guerra Mundial (Brian Falsworth sirvió como Union Jack en ese momento).

### Hasta el fin del mundo
Durante la historia de Hasta el fin del mundo, Joseph se encuentra entre los héroes que Spider-Man recluta para atacar las instalaciones que el Doctor Octopus había construido.Joseph ingresa a una de las instalaciones y lucha contra un grupo de Octobots.

### Capitán América: Steve Rogers
Más tarde, Joseph aparece en Escocia ayudando al Capitán América a derrotar al Culto de Darkhold, quienes fueron convocados por una criatura monstruosa que fue liberada accidentalmente mediante una operación de fracking escocesa.

## Poderes y habilidades
Al igual que quienes ostentaron el título de Union Jack antes que él, Joseph Chapman es un atleta en óptimas condiciones físicas. Continúa la tradición Union Jack usando un Revólver Webley .455 (aunque a menudo usa otras pistolas dependiendo de la misión que está completando) y una daga plateada que usa para enemigos sobrenaturales. Su traje también es resistente a las balas.
Durante un tiempo, Chapman estuvo poseído por el espíritu del Pendragón (en este caso, Sir Lancelot), mejorando su fuerza, velocidad y resistencia, y proporcionándole una agudeza sensorial sobrehumana, además de darle la capacidad de sentir la presencia. de agentes de Bane y reconocerlos como tales a pesar de los disfraces, y acceso al conocimiento de encarnaciones pasadas de Pendragon. También llevaba una armadura de exoesqueleto mágico/cibernético compuesta de materiales desconocidos que aumentaba su fuerza a niveles sobrehumanos. Llevaba un bastón de 6' de materiales desconocidos. Chapman también podría montar Beryl, un vehículo computarizado parecido a una motocicleta equipado con extensos bancos de datos de información, archivos de memoria de grabación, detectores de radiación, sensores de seguimiento, sistema de navegación automatizado, instrumentos de análisis médico, sistema de guía remota y capacidad para viajes interdimensionales. Todo este equipamiento fue proporcionado por la Capilla Verde, de la dimensión de Avalon.
Desde que fue poseído por Pendragon, ha conservado una parte de los poderes que le otorgó, a niveles sobrehumanos bajos.

## Ediciones recopiladas
Las principales apariciones de Joseph Chapman se han recopilado en varios libros de bolsillo comerciales:
- Captain America: War and Remembrance (por John Byrne y Roger Stern, con lápices de John Byrne y tintas de Josef Rubinstein, tpb incluye Captain America #253-254, 1981,  208 páginas, julio de 2007, ISBN 0-7851-2693-7)
- Union Jack (escrito por John Cassaday y Ben Raab, with art by John Cassaday, 3-issue mini-series, December 1998 - February 1999, tpb, 96 pages, April 2002, ISBN 0-7851-0934-X)
- New Invaders: To End All Wars (escrito por Allan Jacobsen, with art by Jorge Lucas and C. P. Smith, tpb collects New Invaders #1-9, October 2004 -  June 2005, 216 pages, July 2005, ISBN 0-7851-1449-1)
- Captain America: Red Menace Volume 2 (escrito por Ed Brubaker con arte de Steve Epting, tpb recopila Captain America #18-21, Julio - Octubre 2006, 104 páginas, Diciembre 2006, ISBN 0-7851-2225-7)
- Union Jack: London Falling (escrito por Christos Gage, con arte de Mike Perkins y tintas de Drew Hennessy, 4-issue mini-series, Noviembre 2006 - Febrero 2007, tpb, 96 páginas, Julio 2007, ISBN 0-7851-2181-1)
- The Union: The Britannia Project (Trade Paperback)(escrito por Paul Grist, Arte por Andrea Di Vito, diseño de personajes de R.B Silva, 5-issue, Diciembre 2020, ISBN 978-1-302-92441-6

## En otros medios

### Videojuegos
- La versión de Joseph Chapman de Union Jack aparece en Lego Marvel Super Heroes.[47]
- La versión de Joseph Chapman de Union Jack aparece en Lego Marvel Vengadores.

### Reseñas
- Sunday Slugfest review of Union Jack (2006) #1, Union Jack (2006) #1, #2, #3 y #4, Comics Bulletin
- Union Jack (2006) #1, Broken Frontier

- Datos: Q7885781